# 中正中学（总校）
中正中学（总校）（英語：Chung Cheng High School (Main)，英语原名 Chiang Kai-shek High School，简称中正总校，CCHMS）是位于新加坡东南部的混合中学。该校于1939年成立，目前列新加坡的十一所特选中学。

## 发展历史

### 中正中学（1939-1947）
中正中学为一所民办华文中学，是由胡文虎和其他华社领袖出资创办。 学校位于里峇峇利区金炎路的校舍于1939年动土。 该校首任校长为庄竹林博士，校监为林谋盛。 胡文虎则为首届学校管理委员会主席。学生来源远至泰国和菲律宾。1942年新加坡沦陷，学校被迫停课。
战争结束后，中正中学于次年复课，并开始招收女学生。 为支持因战争而辍学的学生，学校也兼收超龄生。 该校也成为战后的首届全国会考中荣获最高荣誉的学府之一。

### 设立中正中学（分校）
1947年、学校管委会在林師萬的带领下收购了月眠路（Goodman Road）的一块地皮，供办校用途，以应付日益增加的学生人数，解决金炎路校舍供不应求的问题。 新校被定名为中正中学（总校），而金炎路的原校则易名为中正中学（分校）（也称中正分校），为中正中学（总校）的附属学校。两校均独立行政。

### 成为共产主义阵地
1950年代的中正中学总校兼分校与其他华校均为左翼派共产主义思想的乐土，尤其以中正中学两校为大本营。 这一动乱时期的反殖爱国华校学生运动，主要围绕在支持工运事件的政治活动上。 中正校园因为地点及学生背景关系，成为许多学生领导的反殖民或共产主义运动的代表性聚集地。

#### 五一三事件
1954年5月13日，新加坡爆发华校生暴乱，反对殖民政府的国民服役法令。1954年英国联邦殖民政府的国民服役法令，在表面上，是殖民政府要求国民承担国民义务的法令。然而该国民服役法令，在实质上，可以看成是殖民政府的一条管治华校中学生的一项法令。从广义上来看，这也是殖民政府介入打压华社，与华文教育体系。2500名男女学生聚集中正中学并拒绝离开，与民警发生冲突。该事件造成至少24人受伤，50人遭逮捕，其中7人被提控扰乱司法程序。

#### 福利巴士工潮
1955年的福利巴士工潮涉及大量学生公运领袖，涉及的华校包括南洋华侨中学及中正总校兼分校。事件起因为巴士工友的福利的争取过程中出现严重分歧，造成巴士工友罢工。1955年5月12日，镇暴警察以强硬的手段执行清场任务，水枪造成对罢工人群的伤害引起社会公愤。是局势升温。当日下午4时，20辆罗厘载着中正与华中学生相继抵达福利巴士车厂，以响应次日，即13日的大罢工。因此，工人，学生和大批同情者开始汇聚在亚历山大和中峇鲁一带。作为回应，警方开始在全岛各个交通要点设立检查站，封锁街道，试图阻止人潮来往与汇集。警方也在福利巴士车厂周围设立封锁线，包围近2500名学生与罢工工友的人群。晚上7时，警方增派60名以凶狠著称的职业辜加警察助阵，并以催泪弹与开枪射击来驱散人群。警民冲突局势突然之间急速恶化。入夜时分，新加坡社会对警方暴力给于强力反击，演变为全岛大动乱。警察继续以催泪弹与开枪射击驱赶聚集的人群。人群则以摧毁交通灯与焚烧汽车泄愤。警方立即宣布宵禁。蔓延全岛的冲突事件，一直持续直到隔日的清晨才逐渐平静下来。
该夜的全岛性暴乱造成4人死亡，31人受伤，其中8人受重伤。死者包括一名16岁的中学生张伦全，2名警察和1名美联社的记者。
5月13日，政府下令关闭三所华文中学：中正总校，中正分校和华侨中学。同日，全市巴士工友再次罢工，学生再次聚集校园。 5月14日，马绍尔宣布福利巴士工潮的有关各造已达成协议停止对峙。协议条文包括：解散右翼的福利巴士职工，员工可自由加入本身选择的工会，所有被解雇的员工可以复职，其他的待遇细节则由仲裁者从中协调。新加坡的局势于5月16日才恢复正常。

#### 1956年新加坡华文中学暴动
1956年10月26日的华文中学学生暴动，为新加坡1950年代历史中最严重，涉及地区最广的暴动之一，事件造成全岛实施宵禁，军警全面出动，整个殖民地区进入紧急状态。
事件涉及华侨中学和中正总校兼分校的俞6000名学生。事缘1956年9月以林有福为首的联邦政府下令关闭亲共的妇女联合会和铜锣合唱团，逮捕六名左翼工会领袖、教师及学生。1956年10月10日，3000名华侨中学及中正中学两校的学生聚集校园抗议。10月25日入夜时分，已有4000名群众聚集支持学生罢课骚乱于晚间8时45分于华中和中正校园外同时爆发。整个暴动持续了72小时，13人死，127人轻重伤，1033人被捕。据公众联络官汤逊报告，直至26日下午4时30分，30辆汽车被焚毁。

### 教育部将中正列为特选中学
1968年，中正总校的标志性行政大楼 - 竹林楼，与入口拱门陆续完工，于1968年7月21日由当时的建国总理李光耀先生主持开幕。竹林楼的设施包括了图书馆、实验室和超过2000个座位的大会堂，当时为全国之最。
1969年，中正中学校委会和新加坡福建会馆达成校地交换协议，中正分校的金炎路校舍与毗邻光华学校，新建的光华学校翼楼校舍对换。随着协定签署，中正分校搬迁至339基里玛路，而原来的金炎路60号校地，成为扩展后的南侨女中校舍的一部分。
1975年4月20日，中正总校的科研楼正式开幕。
1979年，中正中学在教育部的委任下，成为九间特别辅助中学计划下（简称特选中学）之一，开办以英语和华语为第一语文的特别源流。
1980年代，中正中学被被爆出以其特选中学的地位从落选中学挖角学生，以不择手段提升学校的学术水平。
中正中学于1996年凭着学术成绩入选自治学校名单。

### 设立华文语文卓越中心
2005年4月，中正总校与姐妹校南侨中学相续成为东区的华文语文卓越中心，并获颁“学校特别成就奖”。 同年，该校也打破吉尼斯世界纪录，编制了全球最长的铝罐链条，提倡环保并筹集善款。

### 现今发展
2013年7月20日，中正总校庆祝创校74周年，并于同天推出推出了校内手机应用程序，鼓励学生学习学校历史。 教育部长王瑞杰出席了晚宴，并为重新翻修，集合多用途大堂、食堂和室内体育馆的的浩然楼主持开幕。 整个翻新工程耗资70万元，整修范围包括行政大楼，以及加盖延伸至中正湖中央的新楼翼。

## 特色

### 校名
中正总校兼分校均以中国国民党总裁蒋介石（名蔣中正）命名，并沿用中国古典易经豫卦六二「以中正也」。 该校曾于1940年因中国国民党干部成功提出针对庄竹林的诉讼，指其蔑视中国国民党乃至领袖蒋介石，被中华民国重庆政府来电下令关闭。 庄竹林于数日后召开全校集会，驳斥了指控，并改口强调“中正”校名与国民党无关，改变了1939年的创校立场。声明中也窜改创校声明，指出该校名称与蒋介石同名出于纯粹巧合。校方亦将英文校名由“Chiang Kai-shek High School”更改为“Chung Cheng High School”，中文校名则未作更动。

### 校服
中正总校的校服为统一的白色衬衫，保留了原有的南洋华校校风。中学低年级男学生穿短裤，中学高年级则穿长裤，女学生则穿带有八褶的校裙。 白色衬衫均设有两个胸前口袋和七个金属扣。 学生校服的右胸口位置均别上学校的徽章和一个红色姓名标签，学生领袖均以具代表性的徽章替代统一的学校徽章。在重要场合，学生也会打上红色的学校领带。

## 属校
中正中学（总校）与曾为同一学府的中正中学（分校）（现为中正中学 (义顺））为附属院校。两所学校都是南洋初级学院的附属院校。

## 校园
中正中学（总校）以校内著名湖泊——中正湖（Chung Cheng Lake）为名。其行政大楼 - 竹林楼也为新加坡国家古迹，位于该楼内的大堂开幕时为在整个东南亚地区所记载的最具规模的大堂。 建筑物以钢筋混凝土，现代化的功能性布局展现传统华人建筑风格。其亮点包括显眼的双层瓷砖屋顶，以及布置于建筑物的云朵和蝙蝠图案。
学校的拱门同为国家古迹。该拱门特别具风格图案的蝙蝠，预示财富和幸福。

## 对外关系
中正中学（总校）每年与德明政府中学、淡马锡中学和义安中学四所学校联办结合运动会。该联合运动会在1980年代于新加坡前国家体育场举行，原有的四所学校为德明政府中学、中正中学（总校）、中正中学（分校）和育英华文中学（现今为育英中学）。

## 杰出校友

### 政坛
- 刘程强：新加坡阿裕尼集选区国会议员；新加坡工人党秘书长
- 张明远

### 业务和金融
- 黄祖耀：大华银行荣誉总裁；新加坡福建会馆主席
- 曾淵滄：中原城市指數創辦人、香港深水埗區議會委任議員

### 娱乐和艺术
- 朱厚任：新加坡传媒集团演员
- 有懿：新加坡传媒集团电视主持人兼演员
- 郑怡雯：鼎艺团古筝演奏家
- 黄子戬：夔 打击乐团音乐总监兼戬音集团总裁